# Oláh Gusztáv-emlékplakett
Az Oláh Gusztáv-emlékplakett névadója Oláh Gusztáv (1901–1956) kétszeres Kossuth-díjas operarendező, jelmez- és díszlettervező. A díjat 1977-ben alapították, és minden év december 19-én, Oláh halálának évfordulóján adják át.

## Kitüntetettjei kronológiai sorrendben
- Forray Gábor díszlettervező (1977) [2]
- Tokody Ilona opera-énekesnő (1979)
- Lőcsei Jenő balettáncos (1984)
- Bándi János operaénekes (1986)
- Pitti Katalin opera-énekesnő (1986)
- Bognár Zsolt – Kiss Stefánia: Munkácsy, a festő – (1988)
- Tóth János operaénekes (1988)
- Makai Péter operarendező, díszlettervező (1989)
- Kovács János karmester (1991)
- Berczelly István operaénekes (1996)
- Császár Gyula orvos (Magyar Pszichiátriai Társaság, 1996)
- Csikós Attila építész (1998)
- Nagy Ferenc karmester (1999)
- Ruzsonyi Béla (2001)[3]
- Hágai Katalin balerina (2003)
- Bátori Éva opera-énekesnő (színpadi, 2005)
- Berkes János operaénekes (színpadi, 2007)
- Fekete Attila operaénekes (2010)
- Rálik Szilvia opera-énekesnő (2014)
- Cser Krisztián operaénekes (2016)
- Bakonyi Marcell operaénekes (2018)[4]